# King of Prussia Mall

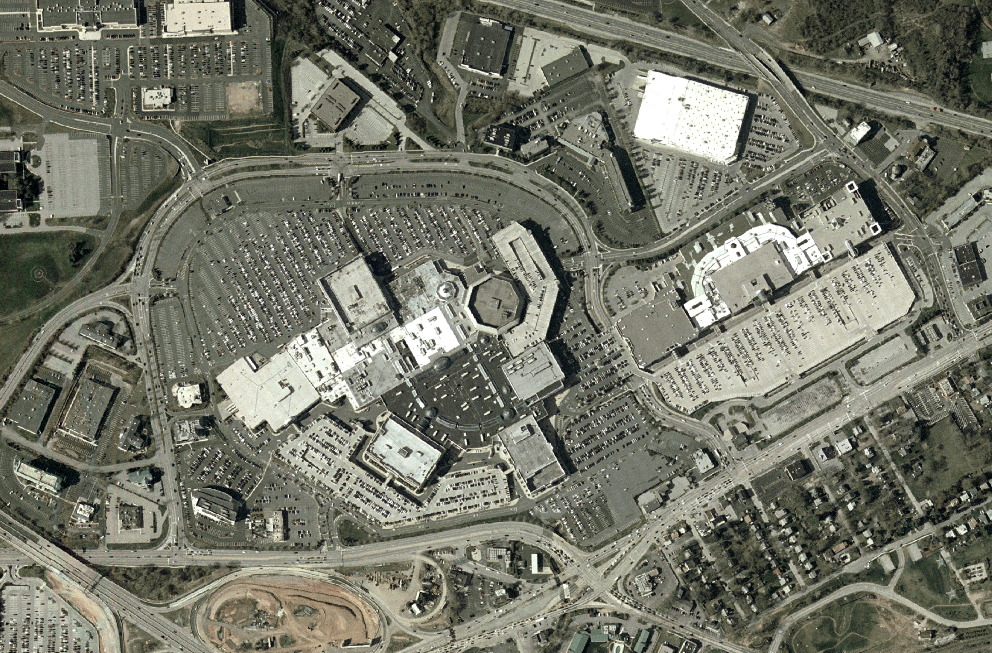
King of Prussia Mall.

Die King of Prussia Mall (KOP von den Einheimischen genannt) ist ein Einkaufszentrum in King of Prussia, einem Vorort nordwestlich von Philadelphia im US-Bundesstaat Pennsylvania. Sie ist, mit 259.478 Quadratmetern, nach der Mall of America in Bloomington und der American Dream Mall in East Rutherford die drittgrößte der Vereinigten Staaten.
Im Jahr 1963 erbaut, die Mall gehört damit zu den ältesten in den Vereinigten Staaten, bestand die Mall ursprünglich aus zwei getrennten Gebäuden („The Court“ and „The Plaza“). Während umfangreicher Renovierungsarbeiten im Jahr 2016 wurden beide Teile verbunden und die Mall wuchs auf ihre derzeitige Größe von 252.612 Quadratmetern (2.719.095 Quadratfuß) Verkaufsfläche.
Die von der Simon Property Group geführte Mall verfügt über 450 Geschäfte, drei Food-Courts und zahlreiche Restaurants. Neben den großen Handelsketten wie J. C. Penney, Macy’s, Dick's Sporting Goods und Primark finden sich auch hochpreisige Kaufhäuser wie Neiman Marcus, Nordstrom und Bloomingdale’s in der Mall. Auch in Luxusgeschäften wie Armani, Versace, Tiffany & Co., Cartier, Coach New York, Burberry, Sephora, Hermès und Louis Vuitton lässt sich in der Mall einkaufen.
Das kulinarische Angebot erstreckt sich von Seasons 52, Maggiano's Little Italy, True Food Kitchen, Morton's The Steakhouse über The Cheesecake Factory zu Eddie V's Prime Seafood und Yard House.
Das nahe gelegene Overlook at King of Prussia beherbergt ein Kino und ein Indoor-Skydiving-Center.